# Стадион Јозеф Пилсудски Краковија
Стадион Јозеф Пилсудски Краковија (пољ. Józef Piłsudski Cracovia Stadium)  је фудбалски стадион који се налази у Кракову у Пољској. Користи се углавном за фудбалске утакмице и то је домаћи терен за Краковију и Пушча Њеполомице. Првобитно, први стадион Краковија изграђен је 1912. Срушен је средином 2009. године. Од тада до краја 2010. подигнута је потпуно нова конструкција на отприлике истој локацији где је стајао стари стадион. Након реконструкције стадион прима 15.114 људи. Стадион испуњава критеријуме за УЕФА категорију 3.
Дизајн и конструкција стадиона су често награђивани на многим архитектонским конкурсима. Године 2010. добио је награду Јануша Богдановског коју додељује Удружење Архи-Шопа за најбољу архитектонску грађевину у граду Кракову. Стадион се налази јужно од парка Блонија (у округу Звјежињец у Краковији), у близини стадиона највећег ривала Краковске Висле Краков.
Стадион је назван по легендарном пољском шефу државе, маршалу Јозефу Пилсудском
Квалификациона утакмица за Светско првенство 2018. између Украјине и Косова 9. октобра 2016. одиграна је на стадиону због тога што украјинска влада није признала путне исправе Косова. На овом стадиону су се такође играли мечеви украјинске УЕФА Лиге нација 2022-23. због руске инвазије на Украјину 2022. године.